# Francisco Achurra Uscola
Francisco Achurra Uscola; (Valparaíso, 1775 - 1838). Hijo de José de Achurra y Valero y Francisca de Borja Uscola, heredero de un almacén comercial del puerto de Valparaíso. Hermano del también parlamentario, Pascual Achurra Uscola.
Fue educado en el Seminario, se instruyó en Leyes y Cánones. Miembro del bando pipiolo, fue elegido diputado por Melipilla y La Victoria (1825-1826.
Luego de su actividad parlamentaria, se dedicó a las labores comerciales en Valparaíso y en Melipilla, donde tenía algunos predios agrícolas.